# Campeonato Sudamericano de Hockey sobre césped femenino de 2016
El Campeonato Sudamericano de Hockey sobre césped femenino de 2016 se disputó del 30 de septiembre al 8 de octubre del 2016 en el Colegio Nacional San José, Chiclayo, Perú. Es válido como la Ronda 1 de la Liga Mundial 2016/17.

## Resultados
| Equipo   | Pts | PJ | V | E | D | GF | GC | DIF |
| -------- | --- | -- | - | - | - | -- | -- | --- |
| Uruguay  | 12  | 4  | 4 | 0 | 0 | 19 | 0  | +19 |
| Chile    | 9   | 4  | 3 | 0 | 1 | 24 | 1  | +23 |
| Brasil   | 5   | 4  | 2 | 0 | 0 | 2  | 10 | -8  |
| Paraguay | 4   | 4  | 1 | 0 | 3 | 1  | 16 | -15 |
| Perú     | 0   | 4  | 0 | 0 | 4 | 0  | 19 | -19 |

### Resultados
| 30 de septiembre de 2016 11:15 |              |          |  |  |
| Brasil                         | 0–0 (6-5 SO) | Paraguay |  |  |

| 30 de septiembre de 2016 15:00 |     |      |  |  |
| Uruguay                        | 8–0 | Perú |  |  |

| 2 de octubre de 2016 11:15 |     |          |  |  |
| Uruguay                    | 8–0 | Paraguay |  |  |

| 2 de octubre de 2016 15:00 |     |      |  |  |
| Chile                      | 8–0 | Perú |  |  |

| 4 de octubre de 2016 11:15 |     |       |  |  |
| Brasil                     | 0–8 | Chile |  |  |

| 4 de octubre de 2016 15:00 |     |      |  |  |
| Paraguay                   | 1–0 | Perú |  |  |

| 6 de octubre de 2016 11:15 |     |          |  |  |
| Chile                      | 8–0 | Paraguay |  |  |

| 6 de octubre de 2016 15:00 |     |         |  |  |
| Brasil                     | 0–2 | Uruguay |  |  |

| 8 de octubre de 2016 11:15 |     |       |  |  |
| Uruguay                    | 1–0 | Chile |  |  |

| 8 de octubre de 2016 15:00 |     |        |  |  |
| Perú                       | 0–2 | Brasil |  |  |

| Campeón del Campeonato Suramericano 2016 |
| ---------------------------------------- |
| Uruguay Primer título                    |

## Clasificación general
| Pos | Equipo   |
| --- | -------- |
| 1   | Uruguay  |
| 2   | Chile    |
| 3   | Brasil   |
| 4   | Paraguay |
| 5   | Perú     |